# Burg Tangermünde
Die Burg Tangermünde, auch Schloss Tangermünde genannt, ist eine teilweise erhaltene Burg in der Stadt Tangermünde an der Elbe im Landkreis Stendal in Sachsen-Anhalt.
Sie wurde als eine der frühesten Burgen der Mark Brandenburg bereits um 925 als Grenzfeste an der Elbe angelegt. Sie diente in der Folge den askanischen Markgrafen als Sitz bzw. Reisepfalz. Unter Kaiser Karl IV. wurde sie um 1373 zur märkischen Hauptresidenz ausgebaut. Auch der erste Hohenzoller, Burggraf Friedrich von Nürnberg, residierte nach seiner Ernennung zum Markgrafen und Kurfürsten von Brandenburg 1415 meist in Tangermünde. Danach wurde die Burg zum Verwaltungsmittelpunkt der Altmark und der Prignitz. 1640 brannten schwedische Truppen sie im Dreißigjährigen Krieg nieder. 1699 wurde in der nur teilweise erhaltenen Anlage ein Amtshaus erbaut.

## Geschichte
Die Burg wurde um 925 von den askanischen Markgrafen erbaut. Vermutlich diente sie zur Grenzüberwachung an der Tangermündung in die Elbe. 1009 wurde die Burg Tanger erstmals in einer Chronik des Bischofs Thietmar von Merseburg erwähnt. Im 10. und 11. Jahrhundert war sie Reichsburg und sicherte die deutsche Reichsgrenze an der Elbe. Im 13. Jahrhundert entstand die Stadt Tangermünde. In der Zeit der Mark Brandenburg unter den Askaniern diente die Burg den Markgrafen als einer der Sitze ihrer zeitüblichen Reiseherrschaft, neben den altmärkischen Burgen Osterburg, Salzwedel, Arneburg und Werben; östlich der Elbe waren nur die seit dem 8. Jahrhundert bestehende Brandenburg an der Havel sowie Havelberg Anlaufstellen. Bei ihren Aufenthalten auf der Burg Tangermünde begannen die Markgrafen, die Colbitz-Letzlinger Heide als Jagdrevier zu nutzen.

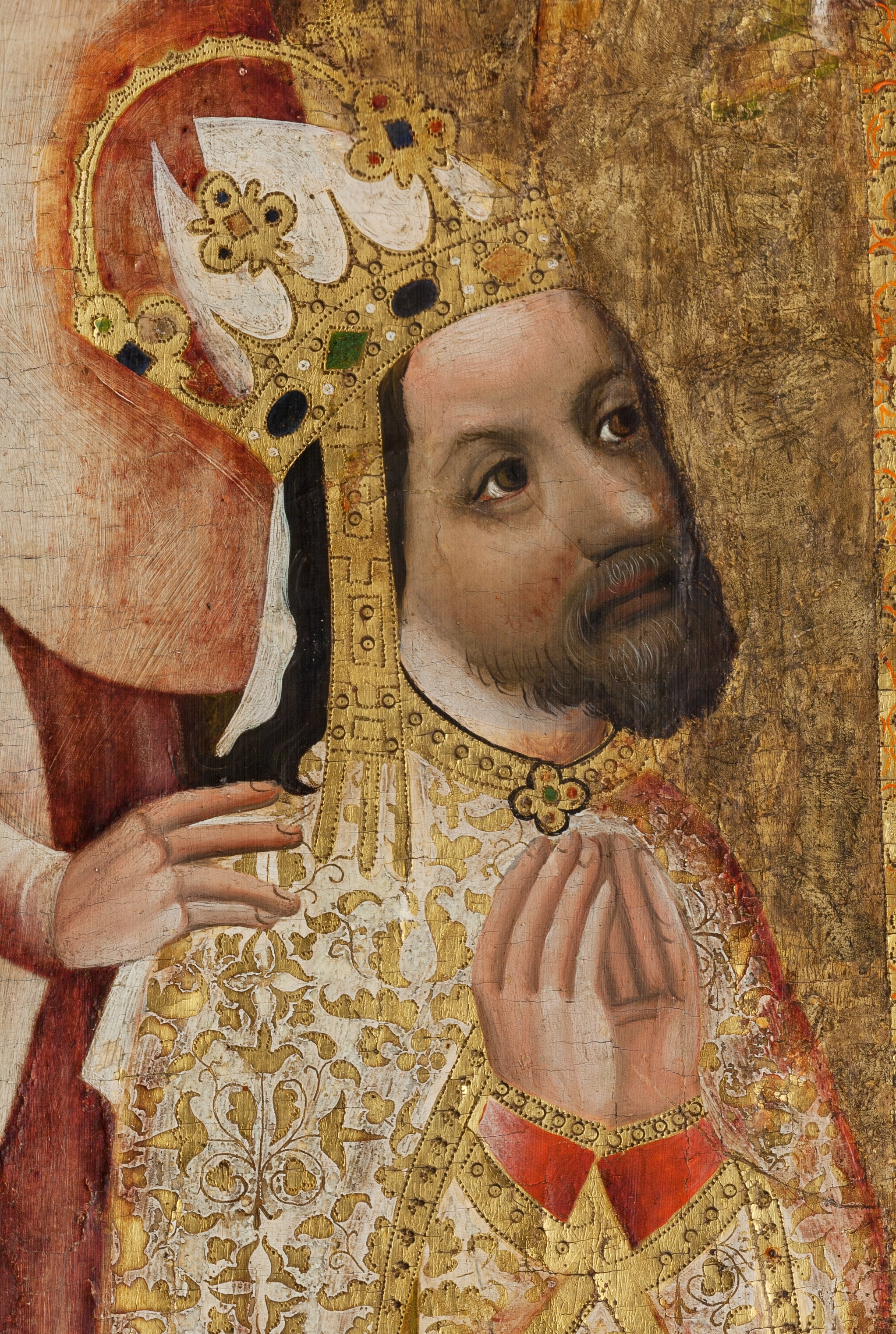
Kaiser Karl IV. auf einem Votivbild, um 1370

Am 7. September 1373 zog Kaiser Karl IV. in die Burg ein, nachdem er seinen 12-jährigen Sohn Wenzel zum brandenburgischen Kurfürsten ernannt hatte. Zuvor hatte er das Land den Wittelsbachern abgekauft; ihm ging es dabei vor allem um die Kurstimme Brandenburgs (die böhmische hatten die Luxemburger schon), mit deren Hilfe künftig die Wahl von Kaisern aus dem Haus Luxemburg gesichert werden sollte. Der Kaiser ließ die Burg im folgenden Jahr schlossähnlich ausbauen. Er hatte Tangermünde, das von seinen böhmischen Stammlanden und seiner Hauptresidenz Prag per Schiff über die Elbe bequem zu erreichen war, als brandenburgische Hauptstadt anstelle des älteren Fürstensitzes Brandenburg an der Havel auserkoren, von der aus die nordöstlichen Territorien des Hauses Luxemburg regiert werden sollten. 1377 wurde die (1371 erstmals erwähnte) Schlosskapelle in ein Kollegiatstift umgewandelt. Jedoch hielten sich weder Kaiser Karl noch sein Nachfolger Wenzel noch dessen Halbbruder Sigismund, an den Wenzel 1378 Brandenburg abtrat, für längere Zeit in der Burg Tangermünde auf.
Nach dem Tod Kaiser Karls IV. kam es zu einer unruhigen Entwicklung in der Mark, bis Sigismund, seit 1411 römisch-deutscher König, 1415 die Hohenzollern gegen entsprechende Zahlung mit Land und Kurhut belehnte; sie sollten die von einem rebellischen Adel beherrschte Mark befrieden. Der Burggraf von Nürnberg, Friedrich I., residierte als neuer brandenburgischer Kurfürst ebenfalls meist in Tangermünde, das über Elbe und Saale bis etwa Naumburg schon die Hälfte der Wegstrecke nach Nürnberg auf dem Wasserweg ermöglichte. Das ursprüngliche Ziel Karls IV., Tangermünde dauerhaft zur Hauptstadt zu machen, wurde von den Hohenzollern aber nicht weiter verfolgt, erstens weil die dynastische Verbindung zu Böhmen entfallen war, zweitens weil die Doppelstadt Berlin-Cölln sich zum Handelszentrum der östlichen Mark entwickelt hatte, während das nahe der Landesgrenze gelegene Tangermünde im Schatten Magdeburgs stand. Seit Mitte des 13. Jahrhunderts hatten die Kurfürsten nur gelegentlich (Alt-)Berlin besucht und dort im Hohen Haus in der Klosterstraße Quartier bezogen. Friedrich II. ließ sich daher ab 1442 das Berliner Schloss als neue Residenz erbauen und Johann Cicero gab die Burg Tangermünde als Sitz ganz auf, nachdem sich die Bürger 1488 gegen eine Biersteuer aufgelehnt hatten.
In der Folge entwickelte sich die Burg zum Verwaltungsmittelpunkt der Altmark und der Prignitz. 1640 wurde die Burg von schwedischen Truppen niedergebrannt. 1699 ließ Kurfürst Friedrich III. das „Amtshaus“ erbauen und nahm es 1701 als König Friedrich I. in Augenschein.

### 20. Jahrhundert
Ab 1902 wurde mit dem Wiederaufbau begonnen.
Bis zur Deutschen Wiedervereinigung war im ehemaligen Schloss („Amt I“) ein Kinderkrankenhaus, die „Alte Kanzlei“ stand leer. „Amt II“ waren Mietshäuser, der Denkmalsplatz war immer eine Parkanlage. Nach der Wende setzten Leerstand und Zerfall der Bausubstanz im Amt I zu. Die Mietshäuser waren weiterhin bewohnt, aber in sehr desolatem Zustand, die Gartenanlagen verwilderten.

### Heutige Nutzung
Amt I wurde 1999 verkauft, die neue Eigentümerin baute es um in ein Hotel mit Festsaal und Gartenanlage, Amt II wurde 2005 dazugekauft und gehört mit der neuen, öffentlichen Wellnessanlage „Kaisertherme“ ebenfalls zum Hotelbetrieb, wie eine große Liegewiese am Kapitelturm und die Gartenanlage.
Die Alte Kanzlei gehört der Stadt Tangermünde und wird vom Hotel für diverse Veranstaltungen genutzt („Schlosshotel Tangermünde“). Der Burghof dient als Hotelterrasse. Das Haus „Königin Luise“ in der Schlossfreiheit wurde 2009 zum Hotel dazugekauft und zu einem Tagungs- und Veranstaltungszentrum mit Festsaal umgebaut.
Von der mittelalterlichen Burganlage sind das Burgtor, die Alte Kanzlei, der runde Bergfried („Gefängnisturm“), ein Wohnturm („Kapitelturm“), der Burggraben sowie die Ringmauern um Vor- und Hauptburg erhalten. Das ehemalige Amtshaus steht wahrscheinlich auf den Grundmauern des ehemaligen Palas.
Der 50 Meter hohe Kapitelturm ist nach umfangreichen Sanierungsarbeiten seit Mai 2003 im Rahmen von Führungen als Aussichtsturm zugänglich.

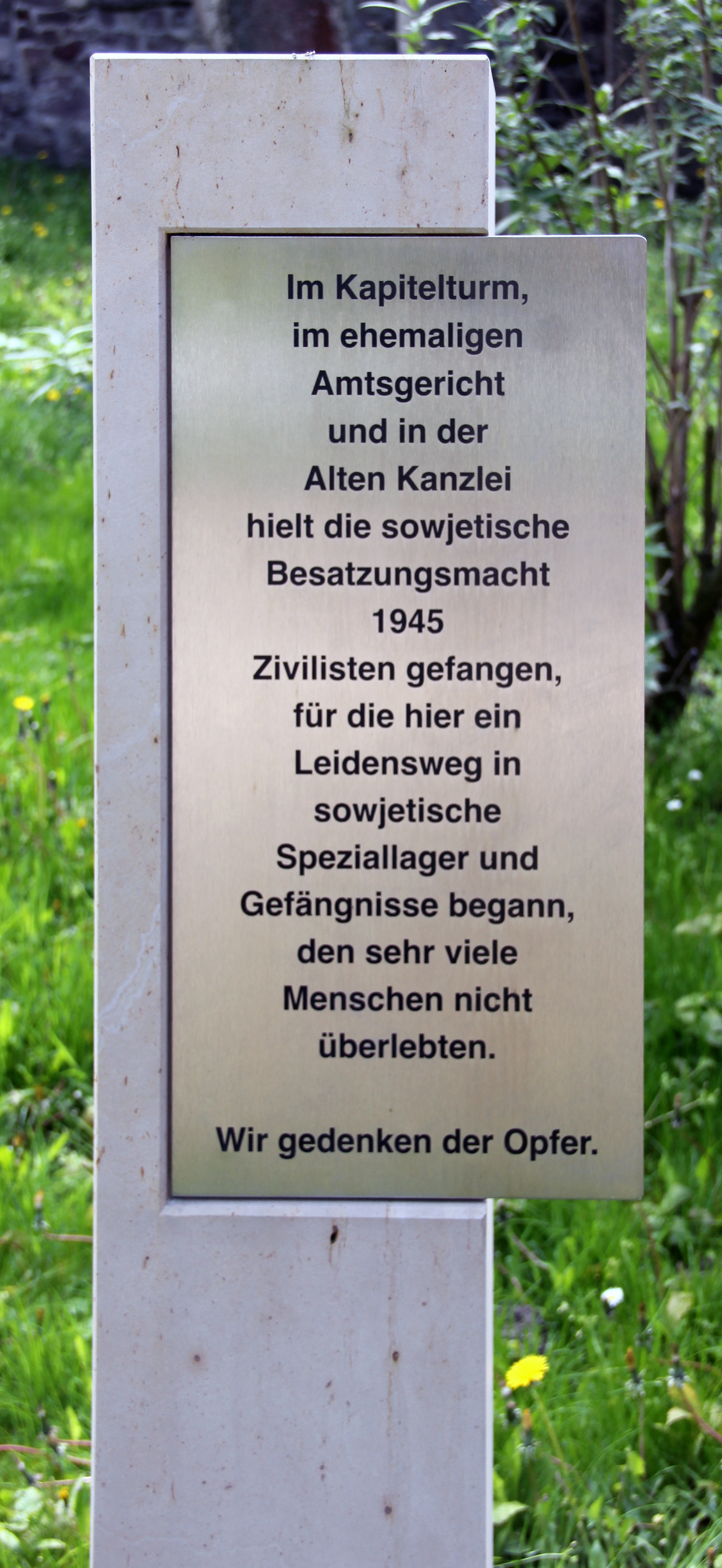
Gedenkstele für die 1945 gefangen gehaltenen Zivilisten

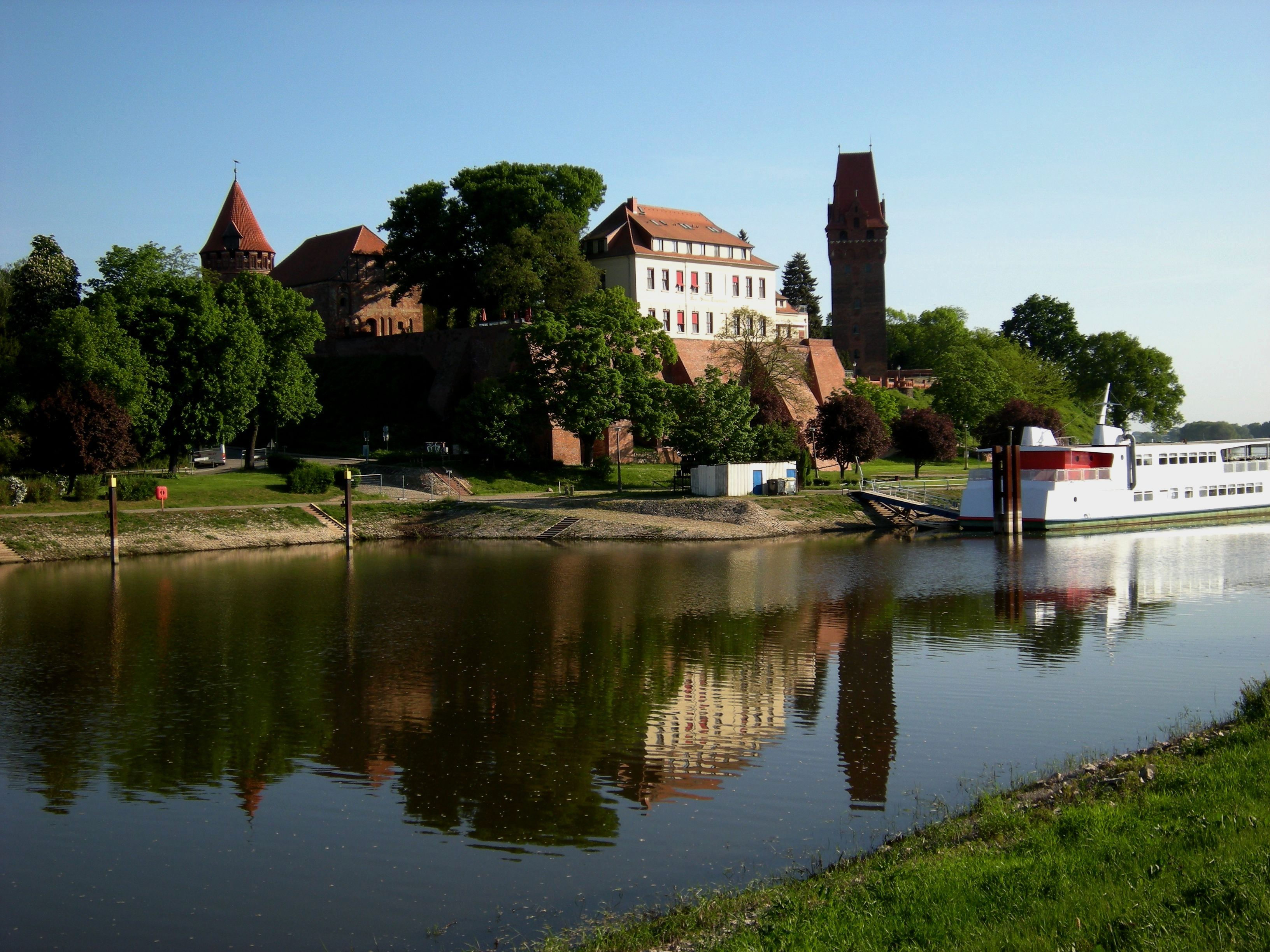
Burg Tangermünde vom Hafen aus gesehen
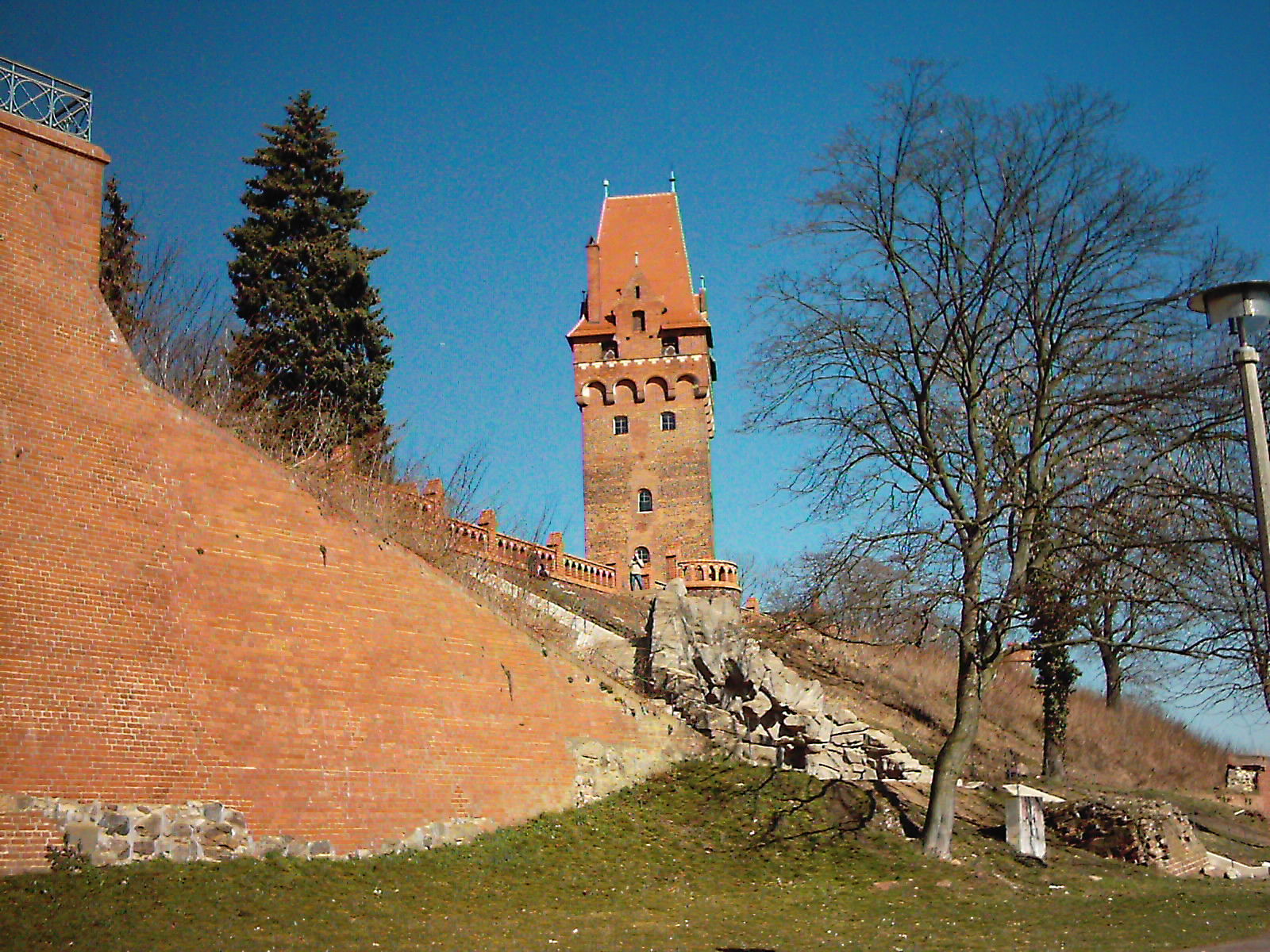
Kapitelturm der Burg Tangermünde
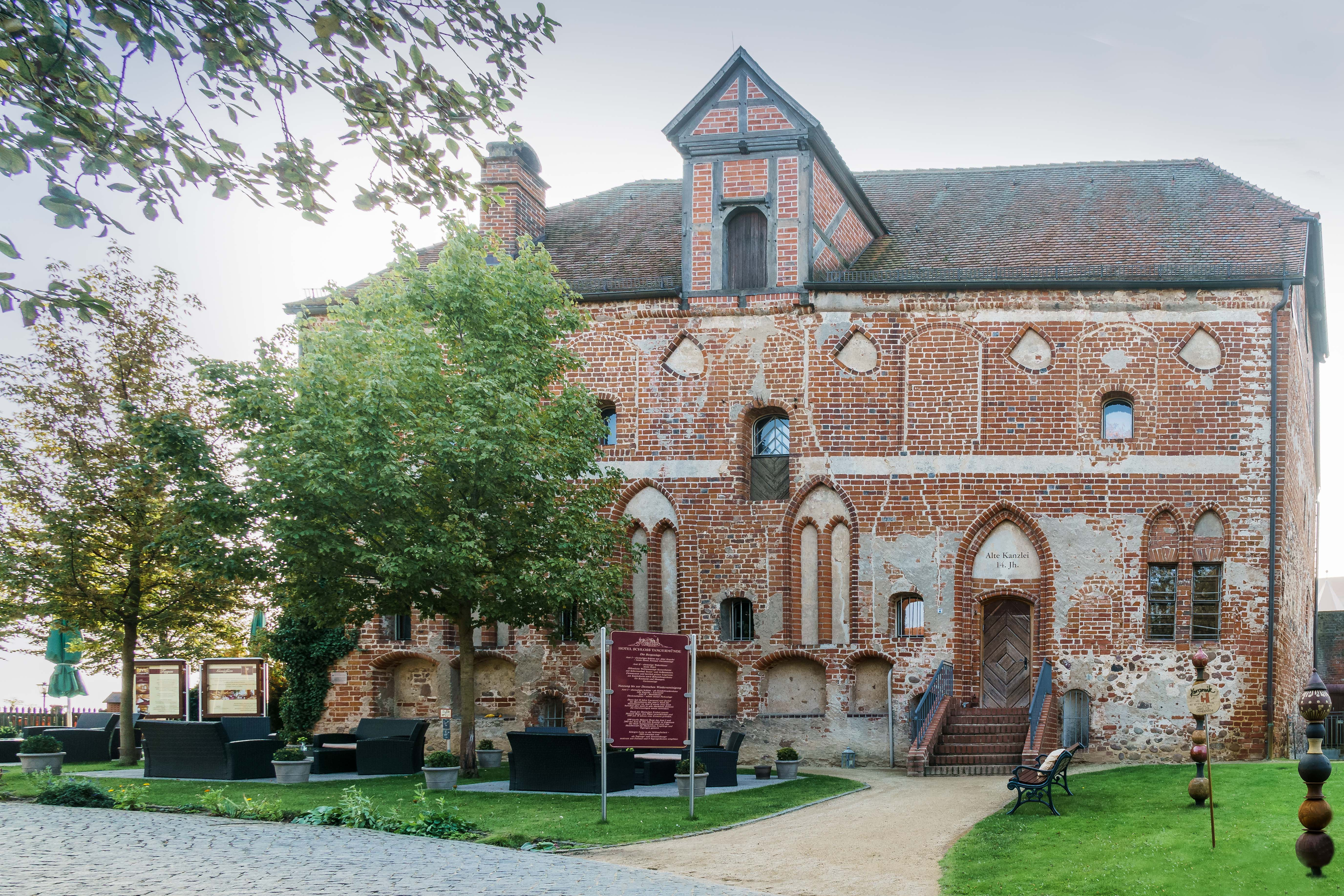
Die spätgotische Alte Kanzlei
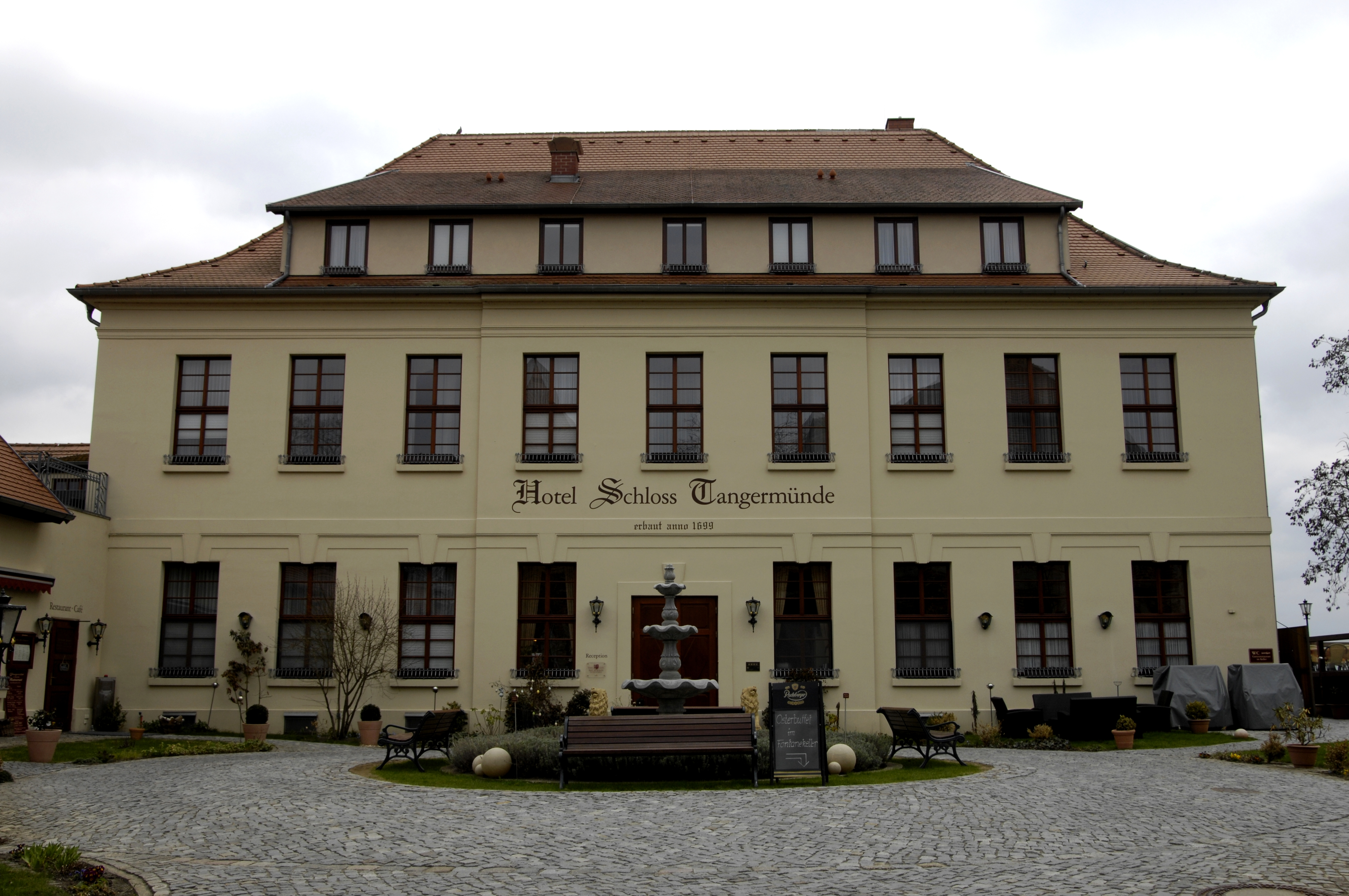
Das barocke Amtshaus (Schlosshotel)
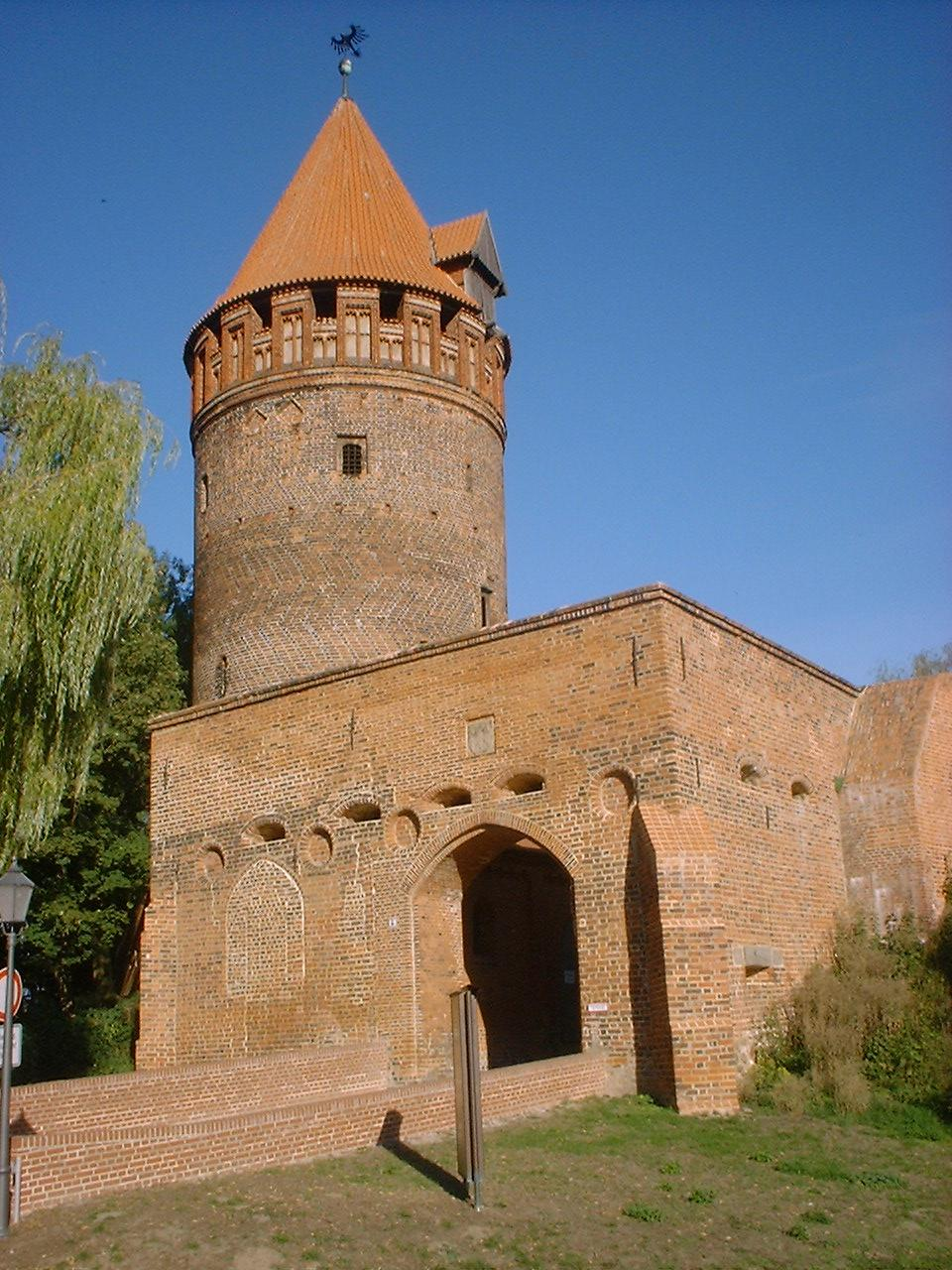
Gefängnisturm der Burg mit Burgtor